# Microsyopidae
De Microsyopidae zijn een familie van uitgestorven zoogdieren behorend tot de Plesiadapiformes, verwanten van de primaten. Ze leefden in het Paleoceen en Eoceen in Noord-Amerika en Europa.
De Microsyopidae waren wijdverspreid over Noord-Amerika met fossiele vondsten van Californië via de regio van de Rocky Mountains en het Grote Bekken tot in Mississippi. 
Het waren boombewoners. De onderste snijtanden waren verlengd. Microsyops had een lange snuit, zijwaarts gerichte ogen, een goed ontwikkelde reuk en relatief kleine hersenen. Navajovius is het primitiefste taxon en het was waarschijnlijk een insectivoor. Latere vormen waren omnivoor zoals Microsyops of frugivoor zoals Craseops. 
De geslachten uit de onderfamilie Microsyopinae omvat grote vormen, waarvan Megadelphus met een gewicht van circa 3,5 kg en het formaat van een kapucijneraap de grootste was. De Untiasoricinae omvat kleine vormen zoals Nanomomys van circa 9,5 gram en Uintasorex van circa 7,15 gram.